# Stanislav Karasi
Stanislav Karasi (Beograd, 8. studenoga 1946.), bivši je srbijanski nogometaš i nogometni trener. Bivši nogometni reprezentativac Jugoslavije, igrao je na poziciji napadača.

## Igračka karijera

### Klupska karijera
Prvi nogometni ugovor Karasi je kao maloljetnik potpisao s beogradskom Crvenom zvezdom, nakon što se istaknuo na nogometnom turniru beogradskih škola. Beogradski prvoligaš sve je mlađe igrače slao na "školovanje" u Kragujevac. Karasi je htio igrati za NK Borovo, te je raskinuo ugovor sa Zvezdom na njegovu štetu 1965. godine.
U Borovu je kao 19-ogodišnjak bio najbolji nogometaš druge lige i ostao je zapamćen kao jedan od najboljih igrača kluba svih vremena. Dobrim igrama privukao je pažnju mnogih stručnjaka, između ostalih i Vujadina Boškova, trenera Vojvodine. Ipak, odlučio je karijeru nastaviti u Crvenoj zvezdi s kojom je s 23 godine potpisao profesionalni ugovor.
Debitirao je 23. travnja 1969. godine i do 1. svibnja 1974. godine odigrao je 334 utakmice (130 prvenstvenih) i postigao 130 pogodaka. S Crvenom zvezdom osvojio je dva prvenstva, 1970. i 1973. godine i dva nacionalna kupa, 1970. i 1971. godine.
Nakon Crvene zvezde igrao je u inozemstvu, u francuskom Lille O.S.C. (1974. – 1977.), belgijskom Antwerp FC (1977. – 1979.) i američkim klubovima Buffalo Stallions (1979. – 1980.) i New York Arrows (1980. – 1981.). Po povratku iz inozemstva odigrao je još po jednu sezonu za OFK Beograd (1981. – 1982.) i FK Hajduk Beograd (1982. – 1983.)

### Reprezentativna karijera
Za seniorsku reprezentaciju Jugoslavije je, nakon jedne utakmice za mladu momčad, debitirao 9. svibnja 1979. godine u prijateljskoj utakmici protiv SR Njemačke u Münchenu (1:0). Nakon toga je odigrao još tri utakmice u kvalifikacijama za Svjetsko prvenstvo protiv Španjolske (0:0) i Grčke (4:2), kad je njegov pogodak omogućio reprezentaciji dodatne kvalifikacije protiv Španjolske (1:0) i odlazak na Svjetsko prvenstvo. Između kvalifikacija i Svjetskog prvenstva igrao je u prijateljskoj utakmici protiv SSSR-a, koju je SSSR dobio s 1:0. Na Svjetskom prvenstvu je odigrao 4 utakmice: protiv Škotske (1:1), SR Njemačke (0:2), Poljske (1:2) i Švedske (1:2), što mu je bila i posljednja reprezentativna utakmica.
Za reprezentaciju Jugoslavije Stanislav Karasi je odigrao 10 utakmica i zabio 4 pogotka.

## Trenerska karijera
Nakon igračke karijere zadržao se u nogometu kao trener, trenirao je Tim JNA i mladu reprezentaciju Jugoslavije, potom Spartak iz Subotice, kuvajtski Al Yarmouk, Sutjesku iz Nikšića (Crna Gora), FK Radnički Beograd, kragujevački Radnički, Milicionar, Obilić, turski Erzurumspor, Zvezdaru, Bežaniju, BASK i Borac iz Banje Luke (Bosna i Hercegovina).

## Nogometno-administrativna karijera
U siječnju 2008. godine na izbornoj skupštini udruge nogometnih trenera Srbije Karasi je jednoglasno izabran za njezinoga predsjednika.